# 阿達米夫卡 (利維夫州)
參數所指定的目標頁面不存在，建議更正成存在頁面或直接建立下列一個頁面（建立前請先搜尋是否有合適的存在頁面可以取代）：
- 阿達米夫卡

50°22′26″N 24°57′14″E / 50.37389°N 24.95389°E
阿達米夫卡（羅馬化：Adamivka）是烏克蘭西部的村莊，隸屬利維夫州的舍普季茨基區。該村面積0.46平方公里，海拔高度219米，2021 （页面存档备份，存于）年人口52，人口密度每平方公里259.18人。